# A mágneses rezonanciás képalkotás fizikája
A mágneses rezonanciás képalkotás (MRI) fizikája az MRI-technikák alapvető fizikai megfontolásaival és az MRI-berendezések technológiai vonatkozásaival foglalkozik. Az MRI orvosi képalkotó eljárás, amelyet főként a radiológiában és a nukleáris medicinában alkalmaznak a test anatómiájának és fiziológiájának vizsgálatára, valamint a kóros állapotok, többek között a daganatok, gyulladások, neurológiai állapotok, például a stroke, az izmok és ízületek rendellenességei, valamint a szív és az erek rendellenességeinek kimutatására. A kontrasztanyagokat intravénásan vagy egy ízületbe lehet beadni a kép javítása és a diagnózis megkönnyítése érdekében. A CT-vel és a röntgennel ellentétben az MRI nem használ ionizáló sugárzást, ezért biztonságos eljárás, amely alkalmas gyermekek diagnosztizálására és ismételt lefutásokra. Speciális, nem ferromágneses fémimplantátumokkal, cochleáris implantátumokkal és szívritmus-szabályozókkal rendelkező betegeknél ma már az erős mágneses mezők hatásai ellenére is elvégezhető az MRI. A régebbi eszközökre ez nem vonatkozik, az egészségügyi szakemberek számára a részleteket az eszköz gyártója adja meg.
Bizonyos atommagok külső mágneses térbe helyezve képesek rádiófrekvenciás energiát elnyelni és kibocsátani. A klinikai és kutatási MRI-ben leggyakrabban hidrogénatomokat használnak arra, hogy érzékelhető rádiófrekvenciás jelet hozzanak létre, amelyet a vizsgált anatómia közvetlen közelében lévő antennák vesznek. A hidrogénatomok természetes módon nagy mennyiségben fordulnak elő az emberekben és más biológiai szervezetekben, különösen a vízben és a zsírban. Emiatt a legtöbb MRI-vizsgálat lényegében a víz és a zsír helyét térképezi fel a szervezetben. A rádióhullámok impulzusai gerjesztik a nukleáris spin energiaátmenetét, és a mágneses térgradiensek lokalizálják a jelet a térben. Az impulzusszekvencia paramétereinek változtatásával különböző kontrasztok hozhatók létre a szövetek között a bennük lévő hidrogénatomok relaxációs tulajdonságai alapján.
A szkenner mágneses terében (B0) a protonok mágneses momentumai a mező irányával párhuzamosan vagy azzal ellentétes irányban helyezkednek el. Míg az egyes protonok a két beállítás közül csak az egyiket vehetik fel, a protonok összessége úgy viselkedik, mintha bármelyik beállítást felvehetné. A legtöbb proton a B0-val párhuzamosan igazodik, mivel ez egy alacsonyabb energiájú állapot. Ezután egy rádiófrekvenciás impulzust alkalmazunk, amely a protonokat a párhuzamos és az antipárhuzamos elrendeződésből is gerjesztheti, de csak az utóbbiak relevánsak a továbbiak szempontjából. A protonokat az egyensúlyi helyzetükbe visszavezető erő hatására a protonok forgó mozgást (precesszió) végeznek, hasonlóan a gravitáció hatására forgó kerékhez. A protonok a spinrácsos relaxáció folyamata révén térnek vissza az alacsony energiájú állapotba. Ez mágneses fluxusként jelenik meg, amely a vevőtekercsekben változó feszültséget eredményez, és így adja a jelet. Az a frekvencia, amelyen egy proton vagy protoncsoport egy voxelben rezonál, a proton vagy protoncsoport körüli helyi mágneses tér erősségétől függ, az erősebb tér nagyobb energiakülönbségnek és magasabb frekvenciájú fotonoknak felel meg. További, térben lineárisan változó mágneses terek (gradiensek) alkalmazásával a képalkotásra szánt szeletek kiválaszthatók, és a jel térbeli frekvenciáinak 2D Fourier-transzformációjával képet kapunk (k-tér). A gradienstekercsekben folyó áramra a B0-ból eredő mágneses Lorentz-erő miatt a gradiens tekercsek megpróbálnak elmozdulni, ami hangos kopogó hangokat okoz, amelyek miatt a betegeknek hallásvédelemre van szükségük.

## Történet
Az MRI-szkennert 1975 és 1977 között fejlesztette ki a Nottinghami Egyetemen Raymond Andrew FRS FRSE professzor a nukleáris mágneses rezonanciával kapcsolatos kutatásai nyomán. A teljes testet leolvasó készüléket 1978-ban hozták létre.

## Nukleáris mágnesesség
A szubatomi részecskék kvantummechanikai tulajdonsága a spin. Bizonyos atommagok, mint például az 1H (protonok), 2H, 3He, 23Na vagy 31P, nem nulla spinnel és ezért mágneses momentummal rendelkeznek. Az úgynevezett spin-1⁄2 atommagok, például az 1H esetében két spinállapot létezik, amelyeket néha felfelé és lefelé irányulónak neveznek. Az olyan atommagok, mint a 12C, nem rendelkeznek párosítatlan neutronokkal vagy protonokkal, és nincs nettó spinjük; a 13C izotópnak azonban van.
Ha ezeket a spineket erős külső mágneses térbe helyezzük, akkor a tér iránya mentén egy tengely körül precesszálnak. A protonok két energia sajátállapotban igazodnak egymáshoz (Zeeman-effektus): egy alacsony és egy magas energiájú sajátállapotban, amelyeket egy nagyon kis hasadási energia választ el egymástól.

### Rezonancia és relaxáció
Egyetlen proton viselkedésének pontos modellezéséhez kvantummechanikára van szükség. A klasszikus mechanika azonban alkalmas a protonok együttesének viselkedésének megfelelő leírására. A többi spin 1/2-es részecskéhez hasonlóan, amikor egy proton spinjét mérjük, az csak kétféle eredményt adhat, amelyeket általában párhuzamosnak és antipárhuzamosnak neveznek. Amikor egy proton vagy protonok állapotáról beszélünk, akkor az adott proton hullámfüggvényére utalunk, amely a párhuzamos és az antiparaleláris állapotok lineáris kombinációja.
Mágneses tér, B0 jelenlétében a protonok a részecske giro-mágneses aránya és a tér erőssége által meghatározott Larmor-frekvencián precesszálni látszanak. Az MRI-ben leggyakrabban használt statikus mezők precessziót okoznak, ami megfelel egy rádiófrekvenciás (RF) fotonnak.
A nettó longitudinális mágnesezettség a termodinamikai egyensúlyban az alacsonyabb energiaállapotban lévő protonok apró többletének köszönhető. Ez a külső mezővel párhuzamos nettó polarizációt eredményez. Egy RF-impulzus alkalmazásával ez a nettó polarizációs vektor oldalra billenthető (ún. 90°-os impulzussal), vagy akár meg is fordítható (ún. 180°-os impulzussal). A protonok fázisba kerülnek az RF-impulzussal és így egymással is.
A longitudinális mágnesezettség helyreállását longitudinális vagy T1 relaxációnak nevezzük, és exponenciálisan, T1 időállandóval történik. A fáziskoherencia elvesztését a transzverzális síkban transzverzális vagy T2 relaxációnak nevezzük. A T1 tehát a spinrendszer entalpiájával, illetve a párhuzamos és antiparaleláris spinű atommagok számával függ össze. A T2 viszont a rendszer entrópiájával, vagy a fázisban lévő atommagok számával függ össze.
A rádiófrekvenciás impulzus kikapcsolásakor a transzverzális vektor komponens oszcilláló mágneses mezőt hoz létre, amely kis áramot indukál a vevőtekercsben. Ezt a jelet szabad indukciós bomlásnak (FID) nevezzük. Egy idealizált mágneses magrezonancia kísérletben a FID megközelítőleg exponenciálisan bomlik T2 időállandóval. A gyakorlati MRI-ben azonban a statikus mágneses térben a különböző térbeli helyeken kis különbségek vannak ("inhomogenitások"), amelyek miatt a Larmor-frekvencia a testben változik. Ez destruktív interferenciát okoz, ami lerövidíti az FID-et. A FID megfigyelt csökkenésének időállandóját T*2 relaxációs időnek nevezzük, és mindig rövidebb, mint a T2. Ezzel egyidejűleg a longitudinális mágnesezettség exponenciálisan kezd helyreállni a T2-nél jóval nagyobb T1 időállandóval (lásd alább).
Az MRI-ben a statikus mágneses mezőt egy mezőgradiens tekercs segítségével növelik, hogy a szkennelt területen változzon, így a különböző térbeli helyekhez különböző precessziós frekvenciák társulnak. Csak azokon a területeken tapasztalható gerjesztés, ahol a mező olyan, hogy a precessziós frekvenciák megegyeznek az RF frekvenciával. Általában ezeket a mezőgradienseket úgy modulálják, hogy a szkennelendő területen végigsöpörjenek, és az MRI sokoldalúságát az RF- és gradiensimpulzus-sorozatok szinte végtelen sokfélesége adja. A térgradiens változása a frekvenciatartományban szétteríti a válaszadó FID jelet, de ez visszanyerhető és mérhető egy refókuszáló gradiens (az úgynevezett "gradiens visszhang" létrehozásához), vagy egy rádiófrekvenciás impulzus (az úgynevezett "spin-echo" létrehozásához), vagy a szétterített jel digitális utófeldolgozásával. Az egész folyamat megismételhető, ha némi T1-relaxáció következett be, és a spinek termikus egyensúlya többé-kevésbé helyreállt. Az ismétlési idő (TR) az ugyanazon szelet két egymást követő gerjesztése között eltelt idő.
A lágy szövetekben a T1 jellemzően egy másodperc körüli, míg a T2 és T*2 néhány tíz milliszekundum. Ezek az értékek azonban a különböző szövetek, valamint a különböző külső mágneses mezők között nagymértékben változhatnak. Ez a viselkedés az egyik tényező, amely az MRI óriási lágyszöveti kontrasztját adja.
Az MRI kontrasztanyagok, például a gadolínium(III)-tartalmúak a relaxációs paraméterek, különösen a T1 megváltoztatásával (lerövidítésével) hatnak.

## Képalkotás

### Képalkotási sémák
Számos sémát dolgoztak ki a térgradiensek és a rádiófrekvenciás gerjesztés kombinálására a kép létrehozásához:
2D vagy 3D rekonstrukció vetületekből, mint például a komputertomográfiában.
A kép pontonkénti vagy vonalankénti felépítése.
Az RF-mező gradiensek a statikus mező helyett.
Bár e sémák mindegyikét alkalmanként használják speciális alkalmazásokban, az MR-képek többségét ma már vagy a kétdimenziós Fourier-transzformáció (2DFT) technikával, szeletválasztással, vagy a háromdimenziós Fourier-transzformáció (3DFT) technikával hozzák létre. A 2DFT másik neve spin-warp. Az alábbiakban a 2DFT technika leírása következik szeletválasztással.
A 3DFT technika meglehetősen hasonló, kivéve, hogy nincs szeletválasztás, és a fáziskódolás két külön irányban történik.

#### Echo-planáris képalkotás
Egy másik, különösen agyszkennelésnél, vagy ahol nagyon gyorsan kell képet készíteni, néha alkalmazott rendszer az úgynevezett echo-planáris képalkotás (EPI): Ebben az esetben minden egyes RF gerjesztést különböző térbeli kódolású gradiens visszhangok sorozata követ. A multiplexed-EPI még gyorsabb, pl. az egész agyi fMRI vagy a diffúziós MRI esetében.

### Képkontraszt és kontrasztnövelés
A képi kontrasztot a mintán belüli különböző helyekről visszanyert NMR-jel erősségének különbségei hozzák létre. Ez függ a gerjesztett atommagok (általában vízprotonok) relatív sűrűségétől, az impulzussorozat után az atommagok relaxációs idejének (T1, T2 és T*2) különbségeitől, és gyakran más, a speciális MR-vizsgálatoknál tárgyalt paraméterektől. A legtöbb MR-felvételen a kontraszt valójában mindezen hatások keveréke, de a képalkotó impulzussorozat gondos megtervezése lehetővé teszi, hogy az egyik kontrasztmechanizmus hangsúlyt kapjon, míg a többi minimalizálódik. A különböző kontrasztmechanizmusok megválasztásának lehetősége óriási rugalmasságot biztosít az MRI-nek. Az agyban a T1-súlyozás hatására a fehérállomány idegkapcsolatai fehérnek, a szürkeállomány neuronjainak gyülekezetei pedig szürkének, míg az agy-gerincvelői folyadék (liquor) sötétnek tűnik. A fehérállomány, a szürkeállomány és az agy-gerincvelői folyadék kontrasztja T2 vagy T*2 képalkotás esetén megfordul, míg a proton-sűrűség-súlyozott képalkotás egészséges alanyoknál kevés kontrasztot biztosít. Ezenkívül az olyan funkcionális paraméterek, mint az agyi véráramlás (CBF), az agyi vértérfogat (CBV) vagy a vér oxigenizációja befolyásolhatják a T1, T2 és T*2 képalkotást, így megfelelő impulzusszekvenciákkal kódolhatók.
Bizonyos helyzetekben a képalkotó paraméterek beállításával önmagában nem lehet elegendő képkontrasztot létrehozni a kívánt anatómia vagy patológia megfelelő bemutatásához, ilyenkor kontrasztanyagot lehet beadni. Ez lehet olyan egyszerű, mint a szájon át bevitt víz a gyomor és a vékonybél képalkotásához. Az MRI-ben használt legtöbb kontrasztanyagot azonban specifikus mágneses tulajdonságaik alapján választják ki. Leggyakrabban paramágneses kontrasztanyagot (általában gadolíniumvegyületet) adnak. A gadolíniummal felerősített szövetek és folyadékok rendkívül fényesnek tűnnek a T1-súlyozott felvételeken. Ez nagy érzékenységet biztosít az érrendszeri szövetek (pl. daganatok) kimutatásához, és lehetővé teszi az agyi perfúzió értékelését (pl. stroke esetén). A közelmúltban aggályok merültek fel a gadolínium alapú kontrasztanyagok toxicitásával és a károsodott veseműködésű személyekre gyakorolt hatásával kapcsolatban. (Lásd alább a Biztonság/Kontrasztanyagok című részt.)
Újabban szuperparamágneses kontrasztanyagok, pl. vas-oxid nanorészecskék állnak rendelkezésre. Ezek a szerek nagyon sötétnek tűnnek a T*2-súlyozott képeken, és felhasználhatók a máj képalkotására, mivel a normális májszövet megtartja a szereket, de a kóros területek (pl. hegek, daganatok) nem. Szájon át is bevehetők, hogy javítsák a gyomor-bél traktus vizualitását, és megakadályozzák, hogy a gyomor-bél traktusban lévő víz más szerveket (pl. a hasnyálmirigyet) eltakarjon. Az olyan diamágneses szereket, mint a bárium-szulfát, szintén vizsgálták a gyomor-bél traktusban való lehetséges felhasználás szempontjából, de ritkábban alkalmazzák őket.

### k-tér
1983-ban Ljunggren és Twieg egymástól függetlenül bevezette a k-tér formalizmust, egy olyan technikát, amely felbecsülhetetlen értékűnek bizonyult a különböző MR-képalkotó technikák egyesítésében. Kimutatták, hogy a G lineáris mágneses térgradiens jelenlétében szabadon precesszáló magspinek és a vevőtekercs által generált S(t) demodulált MR-jel egyenlő az effektív spinsűrűség Fourier-transzformáltjával. Matematikailag:
{\displaystyle S(t)={\tilde {\rho }}_{\mathrm {eff} }\left({\vec {k}}(t)\right)\equiv \int _{-\infty }^{\infty }\mathrm {d} {\vec {x}}\ \rho ({\vec {x}})\cdot e^{2\pi i\ {\vec {k}}(t)\cdot {\vec {x}}}}
ahol
{\displaystyle {\vec {k}}(t)\equiv \int _{0}^{t}{\vec {G}}(\tau )\ \mathrm {d} \tau }
Más szavakkal, az idő előrehaladtával a jel egy pályát követ a k-térben, amelynek sebességvektora arányos az alkalmazott mágneses térgradiens vektorával. Az effektív spinsűrűség kifejezés alatt a {\displaystyle \rho ({\vec {x}})} valódi spinsűrűséget  értjük, korrigálva a T1 előkészítés, a T2 bomlás, a mező inhomogenitása, az áramlás, a diffúzió stb. miatti dephasing és bármely más olyan jelenség hatásaival, amely befolyásolja a jel indukálásához rendelkezésre álló transzverzális mágnesezettség mennyiségét az RF szondában vagy annak fázisát a vevő tekercs elektromágneses teréhez viszonyítva.
Az alapvető k-tér képletből azonnal következik, hogy az {\displaystyle I({\vec {x}})} képet egyszerűen a mintavételezett adatok inverz Fourier-transzformációjának segítségével rekonstruáljuk, azaz.
{\displaystyle I\left({\vec {x}}\right)=\int _{-\infty }^{\infty }\mathrm {d} {\vec {k}}\ S\left({\vec {k}}(t)\right)\cdot e^{-2\pi i\ {\vec {k}}(t)\cdot {\vec {x}}}}

## MRI-szkenner

### Felépítés és működés
Az MRI-szkenner fő összetevői a következők: a főmágnes, amely polarizálja a mintát, a főmágneses mező inhomogenitásainak korrigálására szolgáló shim-tekercsek, a gradiens rendszer, amelyet az MR-jel lokalizálására használnak, és az RF-rendszer, amely gerjeszti a mintát és érzékeli a keletkező NMR-jelet. Az egész rendszert egy vagy több számítógép vezérli.

### Mágnes
A mágnes a szkenner legnagyobb és legdrágább alkatrésze, és a szkenner többi része köré épül. A mágnes erősségét teslában (T) mérik. A klinikai mágnesek térerőssége általában a 0,1-3,0 T tartományban van, a kutatási rendszerek emberi használatra 9,4 T-ig, az állati rendszerek esetében pedig 21 T-ig terjednek. Az Egyesült Államokban az FDA 4 T-ig terjedő térerősséget hagyott jóvá klinikai használatra.
A főmágnes erősségéhez hasonlóan fontos a pontossága is. A mágnes középpontjában (vagy, ahogyan technikailag nevezik, az izo-középpontban) a mágnes erővonalainak közel tökéletesen egyenesnek kell lennie. Ezt nevezik homogenitásnak. A pásztázási területen belüli ingadozásoknak (a térerősség inhomogenitásainak) három milliomodrésznél (3 ppm) kisebbnek kell lenniük. Háromféle mágnest használnak:
- Állandó mágnes: ferromágneses anyagokból (ritkaföldfém-elemeket, például neodímiumot tartalmazó acélötvözetekből) készült hagyományos mágnesek használhatók a statikus mágneses tér biztosítására. Az MRI-ben való használathoz elég erős állandó mágnes rendkívül nagy és terjedelmes; súlyuk meghaladhatja a 100 tonnát is. Az állandó mágneses MRI-k fenntartása nagyon olcsó; ez nem mondható el a többi MRI-mágnestípusról, de az állandó mágnesek használatának jelentős hátrányai is vannak. A többi MRI-mágneshez képest csak gyenge térerősség elérésére képesek (általában 0,4 T-nél kisebb), és korlátozott pontosságúak és stabilitásúak. Az állandó mágnesek különleges biztonsági problémákat is felvetnek; mivel mágneses mezejüket nem lehet "kikapcsolni", a ferromágneses tárgyakat gyakorlatilag lehetetlen eltávolítani belőlük, ha egyszer közvetlen érintkezésbe kerülnek velük. Az állandó mágnesek különleges gondosságot igényelnek akkor is, amikor a telepítés helyére szállítják őket.
- Ellenállásos elektromágnes: a rézhuzalból tekert mágnesszalag az állandó mágnes alternatívája. Előnye az alacsony kezdeti költség, de a térerősség és a stabilitás korlátozott. Az elektromágnes működés közben jelentős elektromos energiát igényel, ami drágává teheti az üzemeltetést. Ez a konstrukció lényegében elavult.
- Szupravezető elektromágnes: amikor egy nióbium-titán vagy nióbium-ón ötvözetet folyékony héliummal 4 K (-269 °C, -452 °F) hőmérsékletre hűtünk, szupravezetővé válik, és elveszíti ellenállását az elektromos árammal szemben. A szupravezetőkkel épített elektromágnes rendkívül nagy térerősségű lehet, nagyon nagy stabilitás mellett. Az ilyen mágnesek megépítése rendkívül költséges, a cseppfolyós hélium pedig drága és nehezen kezelhető. Költsége ellenére azonban a héliummal hűtött szupravezető mágnes a leggyakoribb típus, amely ma az MRI-szkennerekben megtalálható.

A legtöbb szupravezető mágnes szupravezető huzalból készült tekercseit cseppfolyós héliumba merítik egy kriosztátnak nevezett edényben. A hőszigetelés ellenére, amely néha egy második, cseppfolyós nitrogént tartalmazó kriosztátot is tartalmaz, a környezeti hő hatására a hélium lassan felforr. Az ilyen mágneseket ezért rendszeresen után kell tölteni cseppfolyós héliummal. Általában egy kriohűtőt, más néven hidegfejet használnak arra, hogy a héliumgőz egy részét visszasűrítsék a folyékony héliumfürdőbe. Számos gyártó kínál már kriogén nélküli szkennereket, amelyeknél a folyékony héliumba való merítés helyett a mágneshuzal hűtése közvetlenül egy kriohűtővel történik. Alternatív megoldásként a mágnest úgy is lehet hűteni, hogy a cseppfolyós héliumot gondosan stratégiai helyekre helyezik, ami drámaian csökkenti a felhasznált cseppfolyós hélium mennyiségét, vagy pedig magas hőmérsékletű szupravezetőket használnak helyette.
A mágnesek különböző formákban kaphatók. Az állandó mágnesek azonban leggyakrabban C alakúak, a szupravezető mágnesek pedig leggyakrabban hengeresek. Használnak C alakú szupravezető mágneseket és doboz alakú állandó mágneseket is.
A mágneses térerősség fontos tényező a képminőség meghatározásában. A nagyobb mágneses mező növeli a jel-zaj arányt, ami nagyobb felbontást vagy gyorsabb pásztázást tesz lehetővé. A nagyobb térerősség azonban drágább mágneseket igényel, amelyek magasabb karbantartási költségekkel járnak, és fokozott biztonsági aggályokkal járnak. Az 1,0-1,5 T térerősség jó kompromisszumot jelent a költségek és a teljesítmény között az általános orvosi használatra. Bizonyos speciális felhasználási célokra (pl. agyi képalkotás) azonban nagyobb térerősség kívánatos, egyes kórházakban már 3,0 T-s szkennereket használnak.

### Térfinomítás (shim)
Amikor az MR-szkennert a kórházban vagy a klinikán helyezik el, a fő mágneses mezője messze nem elég homogén ahhoz, hogy szkennelésre lehessen használni. Ezért mielőtt a mező finomhangolását egy minta segítségével elvégeznénk, a mágnes mágneses terét meg kell mérni és shimmelni kell.
Miután a mintát a szkennerbe helyezték, a fő mágneses mezőt a mintán belüli szuszceptibilitási határok torzítják, ami jelkimaradást (jel nélküli területek) és térbeli torzulásokat okoz a felvett képeken. Emberek vagy állatok esetében a hatás különösen kifejezett a levegő-szövet határoknál, például a melléküregeknél (a levegőben lévő paramágneses oxigén miatt), ami például az agy homloklebenyeit nehezen képezhetővé teszi. A mező homogenitásának helyreállítása érdekében a szkennerben egy sor shim-tekercs található. Ezek általában szobahőmérsékletű ellenállás-tekercsek, amelyek képesek több rend szférikus harmonikusban elosztott térkorrekciókat létrehozni.
Miután a mintát a szkennerbe helyezték, a B0 mezőt a shim-tekercsekben lévő áramok beállításával "simítják". A mező homogenitását a FID-jel vizsgálatával mérik mezőgradiensek hiányában. A rosszul shimmelt mintából származó FID összetett, gyakran sok bukkanóval rendelkező bomlási burkológörbét mutat. A shim áramokat ezután úgy kell beállítani, hogy nagy amplitúdójú, exponenciálisan lecsengő FID-et kapjunk, ami homogén B0-mezőt jelez. A folyamat általában automatizált.

### Gradiensek
A gradienstekercseket a protonok helyzetének térbeli kódolására használják a mágneses tér lineáris változtatásával a képalkotó térfogatban. A Larmor-frekvencia ilyenkor az x-, y- és z-tengelyen a pozíció függvényében változik.
A gradienstekercsek általában ellenállásos elektromágnesek, amelyeket nagy precizitású erősítők táplálnak, amelyek lehetővé teszik a térerősség és -irány gyors és pontos beállítását. A tipikus gradiensrendszerek 20-100 mT/m közötti gradiensek előállítására képesek (azaz egy 1,5 T mágnesben a maximális z tengelyű gradiens alkalmazásakor a térerősség 1,45 T lehet egy 1 m hosszú furat egyik végén, és 1,55 T a másik végén). A mágneses gradiensek határozzák meg a képalkotás síkját - mivel az ortogonális gradiensek szabadon kombinálhatók, a képalkotáshoz bármilyen sík kiválasztható.
A letapogatási sebesség a gradiens rendszer teljesítményétől függ. Az erősebb gradiensek gyorsabb képalkotást vagy nagyobb felbontást tesznek lehetővé; hasonlóképpen a gyorsabb kapcsolásra képes gradiensrendszerek gyorsabb letapogatást is lehetővé tesznek. A gradiens teljesítményét azonban korlátozzák az idegstimulációval kapcsolatos biztonsági aggályok.
A gradiens erősítők és a gradiens tekercsek néhány fontos jellemzője a felfutási sebesség és a gradiens erőssége. Mint korábban szó volt róla, a gradienstekercs egy további, lineárisan változó mágneses mezőt hoz létre, amely hozzáadódik vagy kivonódik a fő mágneses mezőhöz. Ennek a kiegészítő mágneses térnek mindhárom irányban, azaz x, y és z irányban vannak komponensei; azonban a képalkotás szempontjából csak a mágneses tér mentén elhelyezkedő komponens (általában a z-tengely, ezért Gz-nek nevezik) hasznos. Bármely adott tengely mentén a gradiens a nullpozíció egyik oldalán hozzáadódik a mágneses mezőhöz, a másik oldalán pedig levonódik belőle. Mivel a kiegészítő mező gradiens, a mező mértékegysége gauss/centiméter vagy millitesla/méter (mT/m). Az MRI-ben használt nagy teljesítményű gradienstekercsek jellemzően képesek 1,5 T MRI esetén megközelítőleg 30 mT/m vagy annál nagyobb gradiens mágneses mező előállítására. A gradiensrendszer felfutási sebessége azt mutatja, hogy a gradiensek milyen gyorsan kapcsolhatók be vagy ki. A nagyobb teljesítményű gradiensek tipikusan 100-200 Tm-1-s-1 sebességűek. A felfutási sebesség függ mind a gradienstekercs nagyságától (egy nagy tekercs fel- vagy lekapcsolása több időt vesz igénybe, mint egy kis tekercsé), mind a gradienserősítő teljesítményétől (a tekercs induktivitásának leküzdéséhez nagy feszültségre van szükség), és jelentősen befolyásolja a képminőséget.

### Rádiófrekvenciás rendszer
A rádiófrekvenciás (RF) átviteli rendszer RF-szintetizátorból, teljesítményerősítőből és adótekercsből áll. Ez a tekercs általában a szkenner testébe van beépítve. Az adó teljesítménye változó, de a csúcskategóriás egésztest-szkennerek akár 35 kW-os csúcsteljesítményűek lehetnek, és képesek 1 kW-os átlagos teljesítmény fenntartására. Bár ezek az elektromágneses mezők a több tíz megahertzes RF-tartományban vannak (gyakran az elektromágneses spektrum rövidhullámú rádiós részében), és teljesítményük általában meghaladja az amatőr rádiózás által használt legnagyobb teljesítményt, az MRI-készülék által keltett RF-interferencia nagyon csekély. Ennek oka az, hogy az MRI nem rádióadó. Az "adótekercsben" keletkező rádiófrekvenciás elektromágneses mező mágneses közeli mező, amelyhez nagyon kevés változó elektromos mezőkomponens társul (mint amilyen minden hagyományos rádióhullám-adásnál van). Így az MRI adótekercsben keletkező nagy teljesítményű elektromágneses mező az RF frekvencián nem termel nagy elektromágneses sugárzást, és a teljesítmény a tekercs terére korlátozódik, és nem sugárzik "rádióhullámokként". Így az adótekercs rádiófrekvencián jó elektromágneses mezőadó, de rádiófrekvencián gyenge elektromágneses sugárzásadó.
A vevő a tekercsből, az előerősítőből és a jelfeldolgozó rendszerből áll. A vizsgált alanyon belül a nukleáris relaxáció által keltett RF (rádiófrekvenciás) elektromágneses sugárzás valódi EM-sugárzás (rádióhullámok), és ezek RF-sugárzásként hagyják el az alanyt, de olyan kis teljesítményűek, hogy nem okoznak számottevő RF-interferenciát, amelyet a közeli rádiótunerek is érzékelhetnének (ráadásul az MRI-szkennerek általában fémhálóval bélelt helyiségekben vannak, amelyek Faraday-kalitkaként működnek).
Bár az integrált tekercset lehet használni a rádiófrekvenciás átvitelre és az MR-jelek vételére, ha egy kis területet vizsgálnak, akkor jobb képminőséget (azaz nagyobb jel-zaj arányt) lehet elérni egy kisebb, szorosan illeszkedő tekercs használatával. Számos olyan tekercs áll rendelkezésre, amely szorosan illeszkedik a test olyan részeihez, mint a fej, a térd, a csukló, a mell vagy belsőleg, pl. a végbél.
Az MRI-technológia legújabb fejleménye a kifinomult, többelemes, fázisvezérelt tekercsek kifejlesztése volt, amelyek több csatornás adatgyűjtésre képesek párhuzamosan. Ez a "párhuzamos képalkotási" technika olyan egyedi adatgyűjtési sémákat alkalmaz, amelyek gyorsított képalkotást tesznek lehetővé azáltal, hogy a mágneses gradiensekből származó térbeli kódolás egy részét a különböző tekercselemek térbeli érzékenységével helyettesítik. A megnövekedett gyorsítás azonban csökkenti a jel-zaj arányt is, és maradék leleteket okozhat a képrekonstrukcióban. Két gyakran használt párhuzamos felvételi és rekonstrukciós séma a SENSE és a GRAPPA. A párhuzamos képalkotási technikák részletes áttekintése itt található:

## Fordítás
Ez a szócikk részben vagy egészben  a   Physics of magnetic resonance imaging című angol Wikipédia-szócikk fordításán alapul.  Az eredeti cikk szerkesztőit annak laptörténete sorolja fel. Ez a jelzés csupán a megfogalmazás eredetét és a szerzői jogokat jelzi, nem szolgál a cikkben szereplő információk forrásmegjelöléseként.